# زمین‌لرزه ۱۹۹۷ کامچاتکا
زمین‌لرزه کامچاتکا در تاریخ ۵ دسامبر ۱۹۹۷ میلادی، برابر با ‎۱۴ آذر ۱۳۷۶، ساعت ۱۱:۲۶:۵۴ به زمان یوتی‌سی در روسیه، منطقه شبه‌جزیره کامچاتکا رخ داد. ژرفای این زلزله ۳۶٫۹ کیلومتر بود، و بزرگی آن ۷٫۸ در مقیاس Mw اعلام شده‌است. زمین‌لرزه به وقت محلی در روز جمعه، ساعت ۲۳ روی داده و منطقه زمانی آن یوتی‌سی +۱۲ بوده‌است (با لحاظ تغییر ساعت تابستانی).
سازمان زمین‌شناسی آمریکا نیز رومرکز این زمین‌لرزه را در مختصات ۵۴°۵۰′۲۸″شمالی ۱۶۲°۰۲′۰۶″شرقی / ۵۴٫۸۴۱°شمالی ۱۶۲٫۰۳۵°شرقی و ژرفای آنرا در ۳۳ کیلومتر گزارش کرده‌است. بزرگی برگزیدهٔ این سازمان از میان بزرگیهای محاسبه‌شدهٔ مختلف ۷٫۸ در مقیاس Mw بوده و از دید اثر، در میان چهار دسته‌بندی «نامحسوس»، «محسوس»، «زیان‌آور» یا «با تلفات»، زلزله را «محسوس» اعلام کرده‌است.
پروژهٔ «تنسور گشتاور مرکزوار» زاویه‌های (راستا، شیب، ریک) گسل سازندهٔ زمین‌لرزه و صفحه عمود بر آنرا (°۲۰۲، °۲۳، °۷۴) یا (°۳۹، °۶۸، °۹۷) و نوع گسل را«معکوس» فرارسانده‌است.